# Бої за гору Маківка
Бої за гору Маківка — запеклі позиційні бої за гору Маківка в Карпатах, що точилися з 29 квітня до 4 травня 1915, під час Першої світової війни на східному фронті між підрозділами австро-угорської 55-ї піхотної дивізії фон Фляйшнера (до складу якої входили 7 сотень 1-го та 2-го куренів Українських січових стрільців) та російськими військами 78-ї піхотної дивізії генерала Альфтана задля заволодіння панівною висотою — горою Маківка з метою контролю над селом Козьова.
У результаті героїчної оборони Маківки повністю зірвались стратегічні плани російського командування. Здобуття вершини, що планувалось 29 квітня, здійснилось лише 4 травня, при цьому були використані всі наявні резерви. Внаслідок величезних втрат російські війська не змогли продовжити наступ і через тиждень змушені були поспішно відступати перед австрійськими підрозділами, що підійшли. Особливою мужністю під час боїв за Маківку відзначились частини Українських Січових Стрільців, що надалі відобразилось у народній пам'яті.

## Загальна обстановка на Карпато-Галицькій ділянці фронту до квітня 1915
На початок квітня 1915 75-ти верстна лінія фронту між російським XXII армійським корпусом Брінкена й Імператорською Німецькою Південною армією (нім. Kaiserliche Deutsche Südarmee) змішаного німецько-австрійського складу, але під німецьким командуванням (командувач — Александр фон Лінзінґен), йшла з північного заходу на південний схід по гірському кряжі Звинин (довжиною 10 км, найвища точка — 1109 м), далі через Козьову — Тухлю — Дапневець — Маґуру — Сенечів — Вишків і по гірському хребті до Бескид Кляузе.

Положення російсько-австрійського фронту під час боїв за Маківку

На фронті відбувалися запеклі бої, що були продовженням «Великоднього бою» (нім. Osterschlacht), у ході якого Південна армія намагалася збити російські війська з Карпатських перевалів і вийти на Подільську височину. Якби їй удалося завдати наприкінці квітня — початку травня 1915 поразку російському XXII корпусові та примусити його відступити, то, у сукупності з німецьким успіхом Горлицького прориву, могло трапитися так, що весь Південно-Західний фронт генерала від артилерії Іванова опинився б у мішку й не зумів би вийти з-під ударів 11-й армії Макензена, як і сталося насправді.

### Російська імператорська армія. Стратегічні завдання
Російська 8-ма армія Брусилова і лівофлангові корпуси 3-ї армії Дмітрієва (армії Південно-Західного фронту) наприкінці березня 1915 почали широкомасштабний наступ для подолання Карпат і глибокого вторгнення на Угорську рівнину. На Стрийському напрямку ініціатива, однак, продовжувала залишатися в руках в австро-німецького командування, що тіснило війська російської 9-ї армії, ослаблені безперервними тримісячними боями. Тут  5  ( 18 )  квітня   1915 року  для посилення російського угруповання була сформована нова 11-та армія. Її утворили виділені зі складу 9-ї армії XVIII і XXII армійський корпуси й частини колишньої 11-ї (Облогової) армії, перекинені в Карпати після взяття Перемишля.
Командувачем 11-ю армією був призначений генерал від інфантерії Щербачов. Відповідно до бойового розкладу, на день формування армія нараховувала 84 батальйони, 14 сотень, 164 кулемета, 29 артилерійських батарей (151 легка польова гармата, 44 гірські й 12 важких гармат), 23 артилерійські парки, інженерні й технічні частини. Основна частина цих сил входила до складу XXII армійського корпусу. На ту ж дату корпус нараховував: 64 батальйони, 6 сотень, 115 кулеметів, 14 батарей (78 легких, 30 гірських, 8 важких гармат), 14 парків, 3 інженерні роти. Корпус практично одноосібно прикривав важливий Стрийський напрямок і тому зберігав значну оперативну самостійність. Завданням корпуса було затримання супротивника.
У Російській армії відчувалася «снарядна криза» — батареям рідко дозволяли витрачати понад десять снарядів на гармату на день. Це значно контрастувало з потужною артилерійською підтримкою, що здійснювала австро-німецька артилерія на підтримку власної піхоти.

### Імператорська й королівська армія Австро-Угорщини. Стратегічні завдання
Німецьке командування на Східному фронті було зайнято підготовкою стратегічної наступальної операції на фронті російської 3-ї армії в Західній Галичині на ділянці Горлиці-Тарнів, що згодом одержала назву Горлицького прориву, наміченої на початок травня 1915, покликаної розтрощити російський південний фланг й оточити російське угруповання, що перебувало у Карпатах.
Австрійське командування мало намір, відбиваючи наступ 8-ї російської армії на своєму лівому фланзі, завдати по російських позиціях у Карпатах кілька потужних ударів, відкинути російські війська за карпатські перевали й просунутися якнайдалі в напрямку на Стрий, щоб створити загрозу Львову й, залежно від обставин, діяти проти лівого флангу й тилу 8-ї армії або ж проти правого флангу й тилу російських сил в Задністров'ї. Головним тараном австрійців мала стати змішана австрійсько-німецька Південна армія. Ця армія, сформована з перекинених на початку 1915 з Польщі для посилення австро-угорського угруповання в Карпатах трьох піхотних (1-ша піхотна, 48-ма резервна й 3-тя гвардійська) і однієї кавалерійської (5-та кавалерійська) німецьких дивізій і ляндштурмових частин австро-угорського корпусу генерал-майора Петера барона фон Гофмана (нім. Peter Freiherr von Hofmann), була найбільш боєздатним з'єднанням на всій австро-угорській ділянці східного фронту. Це були війська, очолені найкращими воєначальниками та штабними фахівцями Німецької імперії. І хоча вони були значно знекровлені попередніми тримісячними кровопролитними боями, але мали у своєму розпорядженні потужну артилерію й не зазнавали нестачі у снарядах, спорядженні й різній техніці.

## Великодній бій. Ситуація навколо гори Маківки

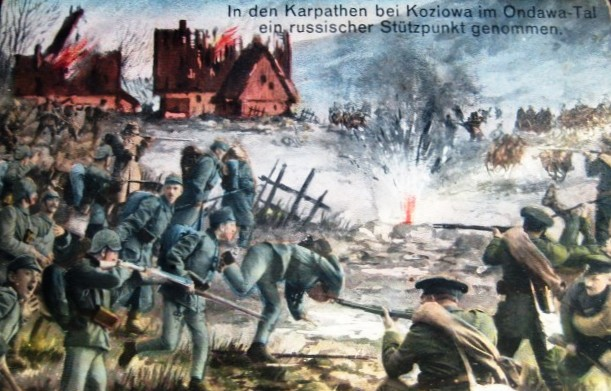
Битва під Козьовою (австрійська поштова листівка)

Гора Маківка, через яку з лютого 1915 пролягла лінія фронту, складається із трьох вершин — північно-західної, центральної й східної. Горою Маківкою вважалася середня, найвища вершина, відзначена на картах того часу як «висота 958». На початку 1915, відступаючи в ході німецько-австрійського зимового Карпатського наступу, російські війська змогли втримати східну вершину Маківки, інші дві були зайняті австро-німецькими військами орієнтовно  1  ( 14 )  лютого   1915 року . Гора розташована між шосе (у долині річки Орява) та залізницею (у долині річки Опір), що з'єднувало Мукачеве зі Львовом і Стриєм, зайнятими російськими військами, вона була панівною над ними, тому мала стратегічну важливість.
Після невдачі зимового наступу в Карпатах,  20  березня ( 2   квітня )  1915 року  Південна армія перейшла в наступ на стрийському напрямку, зосередивши головні удари вздовж згаданих шосе та залізниці. Від цього дня російські позиції в районі Маківки майже щодня зазнавали потужного артилерійського обстрілу. Православний і римо-католицький Великдень у 1915 році збігалися в часі і припадали на  22   березня  ( 4   квітня )  1915 року , тому ці події в австрійській історіографії називаються Великодній бій (нім. Osterschlacht). Через тиждень після початку наступу німцям вдалося досягти ряду тактичних успіхів — після двомісячних безуспішних атак на російські позиції в районі села Козьова,  27  березня ( 9  квітня)  1915 року  41-му й 43-му піхотним полкам німецької 1-й піхотної дивізії генерала Ріхарда фон Конта вдалося збити російський 16-й Фінляндський стрілецький полк із ключової «висоти 943» у східній частині хребта Звинин, а Східно-прусський 3-й гренадерський короля Фрідріха Вільгельма I полк захопив іншу панівну над селом висоту — «992», причому 237-му піхотному Грайворонскому полку, який обороняв висоту, була завдана важка поразка: у полон потрапили командир полку й 8 офіцерів, а також 1500 нижніх чинів, вціліло лише 8 офіцерів й 400 нижніх чинів. Німці захопили 17 кулеметів і багато гвинтівок й іншого військового майна. Російське командування пояснювало поразку віроломним порушенням противником великоднього перемир'я, укладеного напередодні. Грайворонський полк, насамперед його командний склад, що заступив на оборону висоти, виявив злочинну недбалість, що перекреслила зусилля інших частин XXII армійського корпусу, що втримували ці висоти протягом двомісячних боїв. У ті ж дні австро-угорська піхота атакувала російські позиції на східній вершині Маківки, але всі атаки були відбиті з великими втратами для нападників.
Через два тижні після взяття хребта Звинин, перегрупувавши свої сили й одержавши поповнення, австро-німці відновили свій натиск, домігшись нових, значних успіхів:  11  ( 24 )  квітня   1915 року  1-й батальйон 1-го гренадерського полку й 3-й батальйон 41-го піхотного полку східнопруської 1-ї піхотної дивізії при підтримці австро-угорських частин корпуса Гофмана й при потужній підтримці артилерії взяли штурмом «висоту 910» і сусідню гору Гострий («висота 1026»). Становище російських військ на Стрийському напрямку стало загрозливим. Втрата панування над Козьовою, за яку тривали двомісячні безперервні бої, мало велике морально-психологічне значення.  12  ( 25 )  квітня   1915 року  командування XXII корпусу наказало за будь-яку ціну повернути втрачені позиції.
Позиції австро-угорських військ на горі Маківці в той момент були висунутим углиб російського фронту опорний пункт на правому фланзі австро-німецьких сил, що діяли проти Козьової. Командувач XXII корпусом Брінкен наказав  колоні  генерала Обручева, що діяв безпосередньо проти села Козьова, повернути панівні над Козьовою висоти. Сусідній, лівофланговій для колони Обручева, колоні під командуванням генерала Альфтана, що займала позиції на східній вершині Маківки, ставилося завдання: для сприяння колоні Обручева, перейти в наступ й опанувати горою Плишка («висота 1019») і селом Головецько. Першою перешкодою для виконання поставленого завдання стояла гора Маківка, розташована безпосередньо на північний схід від гори Плишка й на схід від села Головецько. Тому оволодіння горою Маківкою було важливою задачею для російських військ.

## Сили сторін напередодні боїв за Маківку

### Російська імператорська армія. Розташування й склад
Російські позиції проходили горою Погар («висота 998») до півночі від річки Головчанки й потім східною вершиною Маківки, горою Клева («висота 1069») і далі на схід до залізниці в долині Опора. З березня 1915 оборону на вершині Маківки й на сусідній «висоті 1069» тримав 311-й Кременецький полк.
Проти Маківки у квітні 1915 діяли війська правого флангу колони генерала Альфтана під командуванням командира 2-ї бригади 78-ї дивізії генерал-майора Матвєєва. Війська його ділянки складалися з піхотних 309-го Овруцького й 311-го Кременецького полків. Російські піхотні частини під час двох попередніх штурмів гори брали участь у важких боях і мали у своєму складі у середньому не більше половини штатного складу.

Через півгодини після полуночі  14  ( 27 )  квітня   1915 року  генерал Альфтан передав зі свого резерву генералові Матвєєву трибатальйонний 148-й піхотний Каспійський полк під командуванням Генерального штабу полковника Колюбакіна. О 4-й годині пополудні того ж дня начальник штабу 78-ї дивізії підполковник Соколов летучою поштою відправив Матвєєву бойовий наказ:
Начальник дивізії наказав з настанням темряви в ніч із 15 на 16 квітня атакувати Маківку й опанувати нею будь-що-будь. Атака висоти 1019 призначається в ніч із 16 на 17 квітня. Перегрупування мало бути закінчено до ранку 15 квітня.
До вечора того ж дня каспійці зайняли позиції на горі Погар, розташованої північніше від «австрійської» Маківки, і на «російській» вершині «висоти 958». 309-й Овруцький полк силою в 3 батальйони, передавши оборону позицій, став готуватися до штурму Маківки. Перезмінка була завершена в строк, запропонований генералом Альфтаном, але оскільки атакувати вдень було неможливо, перший штурм Маківки був призначений у ніч із  15  ( 28 )  квітня  на  16  ( 29 )  квітня   1915 року <!-і-і>.

### Імператорська й королівська армія Австро-Угорщини. Розташування й склад
З найперших днів появи австрійців на центральній і західній вершинах Маківки вони почали зміцнювати свої оборонні позиції. Крім природних перешкод (круті безлісі схили гори), штурмові частини повинні були мати справу зі штучними: центральна й північно-західна вершини гори до кінця березня 1915 були покриті кількома лініями окопів й дротових загороджень, засіками, посиленими колючим дротом, вовчими ямами, замаскованими фугасами. Найбільше були укріплені східні й південно-східні схили гори, що контактували із ворожими позиціями, найслабше — найбільш важкопрохідні за умовами місцевості північні схили. У російських документах, що належать до періоду штурму гори, зміцнення Маківки неодноразово називалися редутом<!-і-і>.
У квітні 1915 Маківка перебувала в зоні відповідальності 130-ї піхотної бригади 55-ї піхотної дивізії австро-угорського корпусу Гофмана. У складі дивізії були 7 сотень 1-го та 2-го куренів Українських січових стрільців. Командиром 130-ї бригади був полковник (oberst) Йосиф Вітошинський фон Доброволя (нім. Josef Witoszynski von Dobrawola). Цей 67-літній воєначальник був русином (українцем), що зробив успішну військову кар'єру в армії Австро-Угорщини. До січовиків він ставився дуже доброзичливо, у відповідь останні вважали його «українцем» і називали на свій лад — Осип-Михайло Доброволя-Вітошинський або по даному йому ласкавому прізвиську «Дзядзьо»<!-і-і>.
По спогадах, залишеним січовими стрільцями, їхні  курені , включені до складу 130-ї бригади, прибули в околиці гори Маківка  8  ( 21 )  березня  1915 року . У цей же час до Легіону УСС, чисельність якого скоротилася на 2/3 від його первісного складу внаслідок попередніх кровопролитних боїв, прибуло поповнення, набране з околишніх русинських (українських) сіл; стрілецькі курені були знову доведені до первісної чисельності в 2000 осіб.
За даними австро-угорських джерел, на  18   квітня  ( 1   травня )  1915 року  бойовий склад 130-ї бригади:
- 2 батальйони маршового полку  оберст-лейтенанта  Маєра
- 2 батальйони 35-го ландверного маршового полку  оберст-лейтенанта  Альтмана
- зведений батальйон піхотного полку ландштурму  гауптмана  Дрозда
- 2 сотні 2-го куреня Легіону українських січових стрільців.

Безпосередній гарнізон висоти Маківка, протягом усього часу панування на ній австрійців, становив зведений батальйон гауптмана Дрозда. Батальйон не мав номера й називався «Ляндштурмовий батальйон гауптмана Дрозда» (нім. Landsturmbataillon Hauptmann Drozd). Таким чином, Дрозд був «комендантом гори», як у російських військах на той час називалися офіцери, що керували обороною певної гірської висоти. Його зведений батальйон складався із 7 маршових рот 9-го й 51-го імперських й 14-го, 22-го, 24-го, 33-го й 35-го ландверних піхотних полків. За етнічним складом у батальйоні значну частину становили слов'яни Габсбурзької монархії, але були також німці, євреї, румуни.
Позиції австрійців ішли північними схилами гори Плишка («висота 1019»), спускалися в ущелину Цу-Головецко й знову піднімалися на «висоту 958» (центральна вершина Маківки), потім повертали на південний схід і спускалися в ущелину між селами Грабовець і Тухля й потім піднімалися південними і південно-західними схилами гори Клева («висота 1069»), головна вершина якої втримувалася російськими військами. Село Головецько на обох берегах Головчанки перебувало в ближньому тилу австрійських позицій.
У міру розвитку бойових дій на горі командування корпусу Гофмана перекидало туди майже всі загальні й окремі резерви: в обороні Маківки сумарно брало участь до 30 австро-угорських рот зі складу 19-го й 35-го ландверних (австрійських) полків, 1-го й 12-го гонведних (угорських) полків, 33-го ландштурмового полку й різних маршових і ландштурмових батальйонів.

## Перебіг бою
У горах лежав сніг. Висота сніжного покриву досягала 53 см.

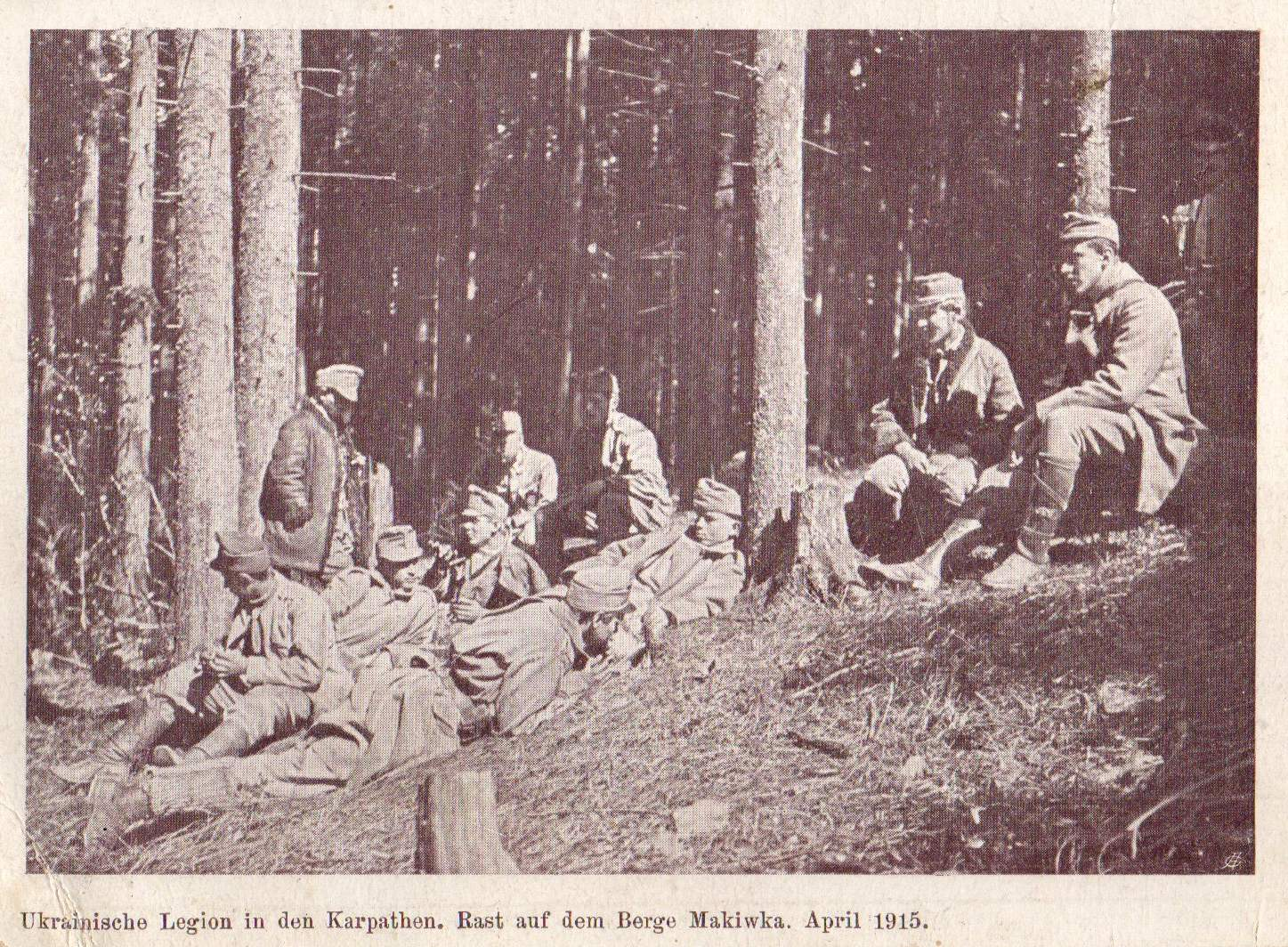
бійці УСС, квітень 1915 р.(фонд збірка, Мейл-Арт Музей, м. Львів).

### Перший штурм гори російськими військами
Командирові 2-ї бригади 78-ї дивізії 
генерал-майорові Матвєєву
У результаті початого в ніч на 16 цього квітня Овруцьким полком наступу на позицію супротивника на висоті 958 (Маківка), у цей час батальйони цього полку займають наступні позиції. Перший батальйон, що атакував супротивника на північно-східному схилі з боку висоти 998 і річки Головчанки, під прикриттям вогню своїх кулеметів переправився вбрід через річку, атакувавши й зайнявши кілька рядів окопів, пройшовши більше половини підйому на висоту 958, при цьому взято 90 чоловік полонених і два кулемети. Третій батальйон, що атакував позицію на західній вершині висоти 958 зі сходу й південного сходу, змушений наступати по відкритій місцевості, більшу частину шляху пройшов для супротивника непоміченим, але потім поблизу дротяних загороджень став зазнавати значні втрати від кулеметного вогню супротивника, однак він мужньо просувався вперед, атакувавши позицію супротивника, зруйнував більшу частину його дротових загороджень перед своїм фронтом, але був відбитий.
Поновлення атаки, через світанок, що настав, і великі втрати, довелося відкласти до вечора. Батальйон поблизу дротяних загороджень обкопується. 4-й батальйон, що атакував супротивника в охват його правого флангу з півдня, був зустрінутий згубним вогнем шести штук кулеметів. Тричі він відновляв свої атаки, але щораз був змушений відійти від окопів супротивника, майже здобутих. У цей час він перебуває й обкопується на відстані ста — двісті кроків від окопів супротивника. Підготовка атаки нашим артилерійським вогнем дала хоча й невеликі, але все-таки деякі результати.
Однак використати ці результати не довелося в силу того, що у відповідь на нашу артилерійську підготовку супротивник відкрив по нашій позиції й резерву ще сильніший і згубний вогонь артилерії великого калібру. Вогнем цим була зруйнована більша частина наших окопів, і складам наших батальйонів, що були на Маківці, ще до атаки були завдані досить суттєві втрати. Вогонь цей був настільки сильний, що не давав ніякої можливості, не ризикуючи втратити три чверті складу рот, рушити людей в атаку до його припинення. Через це наступ довелося почати лише з настанням повної темряви. Наш рух уперед був дуже успішним доти, поки супротивник знову не відкрив вогонь своєї гірської, і важкої артилерії. У витраті снарядів він не обмежений, і за дванадцяту годину ночі й дотепер громив Маківку без перерви.
На місці колишньої нашої позиції майже не залишилося цілого місця. Важким снарядом, що розірвався усередині землянки штабу полку, контужені я, штабс-капітан Білецький, підпоручик Титов і три нижні чини служби зв'язку, крім того, убито два нижні чини й трохи поранених. Я й контужені офіцери залишилися в строю, при виконанні своїх обов'язків. З ворожою піхотою, що займає позицію, полк може впоратися з успіхом навіть без підготовки артилерійським вогнем, але потрібно придушити вогонь важкої артилерії. Щойно отримані мною відомості про змушений знов-таки вогнем цієї артилерії відійти із зайнятих ворожих позицій перший батальйон.
Перший штурм Маківки  16  ( 29 )  квітня   1915 року  здійснювався силами трьох батальйонів 309-го Овруцького полку. Безпосередня диспозиція атаки була складена командиром полку полковником Трубниковим. Він вирішив почати одночасну атаку трьома схилами гори — 1-й батальйон Овручців мав атакувати з півночі, з боку річки Головчанка; 3-й батальйон — зі сходу, від «російської» Маківки; 4-й батальйон — з півдня, з боку низини між горами Маківка й Клева. Штаб полку розташувався на вершині «російської» Маківки. Захопивши протягом ночі позиції для атаки, виділені для неї війська почали її перед світанком.
Найбільшого початкового успіху досяг 1-й батальйон, що діяв на північному, найкрутішому й тому найменш захищеному штучними оборонними спорудами схилі Маківки. Він зміг захопити перші лінії окопів, 114 полонених і чотири кулемети, але потім під прикриттям потужного артилерійського вогню австро-угорські сили зробили контратаку, що змусила російські частини після двогодинного запеклого багнетного бою відступити назад на вихідні позиції з дуже великими втратами — на вихідні позиції о 1-й годині 30 хвилин дня повернулося 128 чоловік із 1-го батальйону Овруцького полку. Контратака на захоплені російськими військовиками позиції була зроблена сотнями українських січових стрільців — капітан Дрозд направив на загрозливу ділянку 1-й курінь  отамана  Гриця Коссака (сотні Букшованого, Дудинського, Носковського й Семенюка) і половину 2-го куреня  сотника  Василя Дідушка (сотні Будзиновського, Мірошника й одну чоту із сотні Левицького). Січовики підійшли до Маківки в проміжок між 4 й 6 годинами ранку.
3-й російський батальйон, що атакував зі боку східної вершини Маківки зазнав важких втрат від вогню нашої артилерії ще на вихідних позиціях. Артилерійським вогнем був накритий штаб Овруцького полку, штабні офіцери й командир полку отримали контузії, що згубно позначилося на управлінні військами. Незважаючи на все це, батальйон зумів дійти до колючого дроту супротивника, де його залишки були змушені залягти під сильним кулеметним й артилерійським вогнем оборонців. З 4-м батальйоном відбулося приблизно те ж, що й з 3-м: під сильним вогнем йому вдалося дійти до ліній дротяних загороджень і залягти там. Овруцькому полку було наказано обкопуватися, а з настанням темряви ставити свої дротяні загородження.
Вдень  16  ( 29 )  квітня   1915 року  контужений командир полку Трубніков за наказом генерала Матвєєва передав командування полком своєму заступникові підполковникові Максимовичу. Втрати полку того дня становили 7 офіцерів й 565 нижніх чинів. Після цього бою в Овруцькому полку залишалося: в 1-му батальйоні — 352 багнети, в 2-му батальйоні — 614, в 3-му батальйоні — 430, в 4-му батальйоні — 523. Перший штурм Маківки російськими військами зазнав невдачі. Не були зруйновані лінії наших дротяних загороджень на ділянках атак 3-го й 4-го батальйонів.

### Другий штурм гори російськими військами
Генерал Альфтан о 10:30 вечора  16  ( 29 )  квітня   1915 року  телеграмою віддав військам генерала Матвєєва бойовий наказ цієї ж ночі захопити гору Маківку. Наказ цей, однак, був свідомо нездійсненний, бо неможливо було так швидко зосередити необхідні для атаки свіжі сили. Підполковник Максимович вирішив зосередити сили нападників на східній стороні гори, не намагаючись атакувати північними, крутими схилами, і залучити до атаки не тільки Овруцький полк, що був знекровлений в попередній атаці, але й каспійців — у підсумку штурм гори  17  ( 30 )  квітня — 18   квітня  ( 1   травня )  1915 року  відбувався двома батальйонами 309-го Овруцького полку (1200 багнетів) і 4-им батальйоном 148-го піхотного Каспійського полку (500 багнетів).

Всю ніч роти Овруцького полку, що залягли напередодні перед дротяними загородженнями супротивника, руйнували їх. До 9 години ранку перша лінія загороджень була знята на всьому фронті атаки. 4-й батальйон Каспійського полку, що одержав наказ приєднатися до нападників, виступив зі своїх позицій на «висоті 998» о 9 годині вечора  16  ( 29 )  квітня   1915 року . Перехід і підйом на «російську» Маківку батальйон здійснював усю ніч. Він прибув до місця зосередження для атаки на відведеній йому центральній ділянці до 10 години 20 хвилин ранку  17  ( 30 )  квітня   1915 року . Через пізній підхід каспійців, почати штурм у темряві російські війська не встигли. Атаку «австрійської» Маківки треба було або відкласти до настання наступної ночі, або здійснити у світлий час доби. На початку другої години пополудні Максимович одержав наказ атакувати. О 3 годині 15 хвилин начальник бойової ділянки доповідав начальникові 78-ї дивізії:
3-й й 4-й батальйони Овруцького полку й 4-й батальйон Каспійського полку опанували першим рядом ворожих окопів на Маківці; штурм тривав рівно дві години, протягом яких обидві сторони закидали один одного ручними бомбами. Залишилося опанувати центральним укріпленням на вершині, де сховалися захисники позиції. Російські підрозділи розташувалися у окопах супротивника. Втрати невідомі, але, очевидно, значні.
Захопивши першу лінію окопів, нападники зупинили подальше просування вперед до настання темряви, для відпочинку й перегрупування сил для наступної атаки — дві роти Каспійського полку були спрямовані в обхід південного флангу позиції австро-угорських сил на Маківці. У ніч на  18   квітня  ( 1   травня )  1915 року  російські війська почали атаку центрального укріплення на центральній вершині гори Маківка. Роти Каспійського полку, які намагалися обійти вершину з півдня, о 10 годині вечора  17  ( 30 )  квітня   1915 року  почали різати й валити дротові загородження супротивника, однак потрапили під дуже влучний вогонь супротивника, що освітлював місцевість ракетами. Втративши всіх своїх офіцерів, каспійці відступили, у підсумку приєднавшись до сусіднього 4-го батальйону Овруцького полку, що діяв на лівому фланзі. У центрі позиції австрійців атакували дві роти Каспійського полку, на правому фланзі — 3-й батальйон Овруцького полку.
Січовики контратакували російський лівий фланг. У цьому бою, за повідомленнями січовиків, їм удалося захопити 3 російські кулемети й полонити 173-х російських солдат. Ці події сповільнили початок атаки лівого флангу російських військ, що почав просуватися вперед перед світанком. До цього часу правий фланг і центр російських військ, прорвавши лінію огороджень, наблизилися до окопів австро-угорських військ на дистанцію 40—100 кроків, не починаючи вирішального приступу, чекаючи виходу на фланкуюче положення лівого флангу. Подолання потужних австро-угорських загороджень принесло нападникам величезні втрати — до цього моменту бою в батальйонах залишилося приблизно по 250 чоловік — і тривало занадто багато рятівного нічного часу — вирішальний штурм висоти почався вже при світлі дня. російські війська захопили вершину.
У полон до російських військ потрапило 12 офіцерів й 576 нижніх чинів. З них 10 офіцерів й 429 нижніх чинів зведеного батальйону капітана Дрозда, зокрема частина стрілецьких сотень Мірошника й Будзиновского й 2 офіцери та 147 нижніх чинів батальйону Бема з 1-го гонведного полку. За оцінкою російського командування, з боку супротивника в обороні Маківки того дня брало участь не менш трьох тисяч чоловік.

У розпорядженні австро-угорського командування залишалися резерви, які були негайно кинуті в контратаку для повернення втраченої вершини. Контратаці передував артобстріл втрачених «австрійцями» центральних позицій з важкої артилерії. Перші дві контратаки, у яких з боку австро-угорської армії взяли участь дві роти мадярських новобранців, 1-й курінь і залишки 2-го куреня УСС, а з боку німецької — частини 1-ї піхотної дивізії, позиції якої перебували за кілька кілометрів на південний захід від гори Плишка, були відбиті з більшими втратами для нападників. Як згадував свідок подій січовик Гнатевич, недосвідчені мадярські новобранці «гинули, як мухи». Полковий ад'ютант 309-го Овруцького полку о 3 годині дня направив у штаб бригади записку такого змісту:
Доповісте Командирові бригади, що Овруцький полк на Маківці у важкому положенні: немає можливості втриматися без підтримки. Німці наступають із півдня й південного заходу більшими колонами. Підтримка необхідна не менш батальйону. Прошу розпорядження про відновлення телефонного зв'язку. Я особисто викликав по телефоні штаб бригади близько 20 хвилин й, хоча важку батарею чутно, але зі штабом бригади зв'язку немає.
Підтримки не було. Командування висунуло на Маківку 147-й піхотний Самарський полк під командуванням полковника Шелехова, але прибути на нові позиції полк не встиг. Тим часом третя контратака стала успішною для австро-угорської армії — вершина гори була ними повернута. Біля 8-ї години вечора  18   квітня  ( 1   травня )  1915 року  залишки російських батальйонів відступили, «густо встеливши поле бою тілами своїх убитих» за свідченням того ж Гнатевича. російські війська відійшли на лінію колишніх дротових загороджень супротивника, звідки вони почали штурм гори вранці того дня.
2 травня 1915 року, в денному звіті командування 55-ї дивізії австрійської армії зазначалося:

| У дводенних боях вдалося ворогові добути частину становищ нашого відтинку, що боровся по-геройськи. Аж тут, у найгрізнішому моменті з'явилися українці. Нехай коштує, що хоче, відвічний ворог мусить бути відбитий! Зі запалом, одушевлені правдивим патріотизмом, з розмахом як шумна буря, якій ніщо опертися не може, кинулися молоді хоробрі сини тієї країни в обороні рідної землі на ворога й приневолили його залишити те, що він вважав за здобуте. Небезпеку усунено. Українські Стрільці двічі рішили бій у нашу користь. Вони можуть гордо дивитися на свої подвиги, бо повсякчасно залишиться в історії слава їхніх хоробрих подвигів, та золотий лавровий листок в історії їхнього народу. Боротьба була важка і вимагала жертв. Тим, що залишилися в живих, висловлюємо нашу щиру подяку й наш подив. Героям, що поклали свої голови і віддали останню краплину крови, тим, що не можуть уже радіти перемогою, присвячуємо на вічну пам'ять цю згадку. Українці! З великою гордістю можете глядіти на Ваші найновіші геройські подвиги. Кожний мусить славитися приналежністю до Вашого корпусу, бо він матиме право назвати себе вибраною частиною.[2] |

### Третій штурм гори російськими військами
Об 11:55 вечора 18 квітня (1 травня) 1915 року начальник штабу 78-ї дивізії підполковник Соколов направив телеграму в штаб корпусу й командувачам сусідніх ділянок з описом результатів закінченого штурму. Телеграма закінчувалася словами:
…З лівої ділянки знято батальйон Васильківців і вже перекинений на Маківку. Туди ж треба батальйон Каспійського полку із правого флангу й прибулий батальйон Самарців. Після прибуття на Маківку цих частин гора знову буде атакована.
Одночасно із цією телеграмою генерал Альфтан послав телеграму на ім'я командира корпуса генерала Брінкена, у якій, навпаки, писав, що наявними в нього силами, нехай навіть із передачею йому частин Самарського полку, його дивізія здатна тільки до оборони, тому що:
Маківка сама по собі позиція, що важко взяти й важко удержати, …є тільки першим кроком на шляху виконання завдання, після якого ще треба опанувати вис. 1019, а значить і висотою 1032, що відстоїть від першої всього на 1 версту до півдня. Немає підстав припускати, щоб сила укріплень цих останніх висот була меншою, ніж на Маківці, бо супротивник тримає їх уже 3 місяці. Після атаки Маківки від Овруцького полку залишилося близько 600 багнетів, а від 4-ох батальйонів Каспійського полку близько 350 багнетів. …Досвід попередніх місяців показав… які величезні втрати несе наша наступаюча піхота, головним чином від могутньої артилерії супротивника. При цьому наша артилерія майже не має змоги допомагати своїй піхоті внаслідок крайнього обмеження в снарядах
...а для свого переходу в наступ запитував два додаткових полки з резервів.
Удень  19   квітня  ( 2   травня )  1915 року  генералові Брінкену довелося особисто прибути в штаб 78-ї дивізії для з'ясування обстановки на місці. У результаті особистої розмови Брінкена з Альфтаном у журналі воєнних дій XXII корпуса з'явився такий запис: «Генерал Альфтан, вважаючи, що атака заздалегідь приречена на невдачу, вважає наступ не тільки безглуздим, але й небезпечним, тому що можна втратити навіть і займане положення. Ця думка висловлена ним у бесіді з командиром корпуса. …Вважаючи, що в цю хвилину успіх буде на боці того, хто виявить більшу завзятість, командир корпуса вирішує повернути контратакою втрачене». Штурм був призначений у ніч із  20   квітня  ( 3   травня ) на  21   квітня  ( 4   травня )  1915 року . Його було вирішено провести одним батальйоном 148-го піхотного Каспійське полку й трьома батальйонами 147-го Самарського полку.

Атака почалася в 4ій годині ранку  21   квітня  ( 4   травня )  1915 року . Генерал Матвєєв наказав призначити в кожну роту нападу по кілька нижніх чинів Овруцького полку, з тих, які вже побували на «австрійській» Маківці, добре знайомих і з місцевістю, і ворожими укріпленнями. Це було блискуче рішення. До кінця світлового дня, переборюючи кулеметний й артилерійський вогонь, російські піхотинці наблизилися до позицій супротивника на 100—120 кроків; тут їм було наказано обкопуватися й чекати темряви для вирішальної атаки. О 16:40 того ж дня підполковник Соколов доповідав: «Ми зазнаємо втрати від артилерійського вогню супротивника, але загалом для такої справи наші втрати помірні, частини освоїлися з місцевістю й придивилися до призначених пунктів атаки». Остаточний приступ почався перед світанком. До 6-ї години ранку  21   квітня  ( 4   травня )  1915 року  штаб 78-ї дивізії одержав повідомлення про захоплення Маківки. Однак бій на самій горі й на її південних і південно-західних схилах тривав до полудня. Мадярські солдати чинили запеклий опір. О 16-й годині  21   квітня  ( 4   травня )  1915 року  з 78-ї дивізії в штаб корпусу було відправлено телеграму: 
Після дводенного найзапеклішого бою лихою штиковою атакою три батальйони Самарського й один батальйон Каспійського полку під керівництвом генерала Матвєєва й під командуванням полковника Шелехова опанували сьогодні о 7-й ночі висотою 958 Маківкою, яка є найсильнішою, майже недоступною позицією. При цьому захоплено в полон 30 офіцерів, 2 лікаря, близько 1300 нижніх чинів, 8 кулеметів. Втрати остаточно не з'ясовані. Батальйон капітана Дрозда, що складався з 6 рот, остаточно припинив існування після двох наших штурмів (1 Овруцького полку 800 полонених). З'ясувалося, що після першого захоплення цієї висоти Овруцьким полком до Маківки були висунуті й зосереджені інші резерви з Рожанки, висоти 1151, Славсько й Грабовця. Крім втрат полоненими, супротивник зазнав величезні втрати вбитими й пораненими. Кинувшись безладно, відійшов на Головецько й висоту 1014 (Менчул), де почав спішно обкопуватися, але наша артилерія перешкодила його роботам. Для сприяння Самарцям і Каспійцям одночасно Кременці наступали на Грабовець і забезпечили лівий фланг Самарського полку. Більші втрати зазнав 1-й батальйон Самарського полку, у якому залишився один офіцер. Втрати з'ясовуються. Австрійці широко застосовували розривні кулі й обливали нападників палаючим бензином з особливих апаратів.
У цьому бої російськими військами був зафіксований один із перших випадків застосування вогнеметів — німецьких нім. Flammenwerfer — у бою від їхнього згубного вогню загинуло майже сто російських солдатів, багато хто одержав опіки. У російських військ не було навіть терміну для їхнього найменування. Іншою великою проблемою були закладені австрійцями на схилах гори фугаси, які продовжували забирати життя російських солдатів навіть після повної перемоги.
Відразу ж після захоплення російськими військами Маківки в ніч із  21   квітня  ( 4   травня ) на  22   квітня  ( 5   травня )  1915 року  австрійське командування знову кинуло стрілецькі курені в контратаку, що була відбита. Висота 958 залишилася за російськими формуваннями.
Усього при атаці  21   квітня  ( 4   травня )  1915 року  на Маківці російськими військовими було взято в полон 53 офіцери, 2250 нижніх чинів, 8 кулеметів зі 100 ящиками кулеметних стрічок, кілька тисяч гвинтівок, багато патронів і спорядження, 100 похідних в'ючних кухонь, телефонні апарати, 8 «апаратів для обливання палаючим бензином».

## Підсумки боїв
Контрнаступ XXII армійського корпусу для повернення колишніх позицій і відновлення диспозиції в долині села Козьова не вдалося:
- на головному напрямку — бойовій ділянці Обручева, для підтримки дій якого здійснювалася атака Маківки, не вдалося відбити «висоту 1026» південніше Козьови.

- на допоміжному напрямку 78-й дивізії Альфтана було поставлене завдання опанувати горою Маківкою  16  ( 29 )  квітня   1915 року , після чого вдарити у фланг і тил ворога, що діяв проти бойової ділянки Обручева. Завдання було виконано лише  21   квітня  ( 4   травня ), причому при її виконанні були задіяні всі резерви й війська нападників зазнали важких втрат. Захопивши «висоту 958», війська генерала Альфтана опинилися перед наступною укріпленою горою Плишка («висотою 1019»), захоплення якої наявними силами ставало нездійсненним завданням — у ніч із  22   квітня  ( 5   травня ) на  23   квітня  ( 6   травня )  1915 року  Каспійський, Самарський й 10-й Фінляндський стрілецький полки почали атаку гори Плишка, що закінчилась невдачею й новими втратами. В оперативному розумінні захоплення Маківки виявилося даремним. Знекровлені Овруцький і Самарський полки були змінені на Маківці 312-им Васильківським піхотним полком.

Запекла оборона Маківки дозволила 55-й австро-угорській піхотній дивізії повністю виконати поставлені перед нею стратегічні завдання:
- не дозволила військам російської 11-ї армії генерала Селіванова прорватися через карпатські перевали і вийти на оперативний простір на Угорську рівнину, що створило б катастрофічні наслідки для австро-угорського фронту, і у випадку успіху російських військ — виходу Австро-Угорщини з війни.
- виграла час для зосередження німецьких військ 11-ї армії фон Макензена на ділянці Горлиці-Тарнів і наступного успішного прориву східного фронту, який призвів до загального відступу російських військ з Галичини.

Загальні втрати російських військ за всі три штурми Маківки становили приблизно три тисячі бійців убитими й пораненими, австрійські джерела повідомляли про полон 173 солдатів й захоплення двох російських кулеметів. Розмір втрат австро-угорських військ точно не відомий. Легіон українських січових стрільців у боях за Маківку діяв уміло, непохитно й мужньо. Втрати січовиків склали 42 особи убитими, 76 пораненими й до півсотні полоненими.
Австрійське командування високо оцінило заслуги коменданта Маківки у відбитті другого російського штурму. За бої  16  ( 29 )  квітня - 18   квітня  ( 1   травня )  1915 року  гауптман Георг Дрозд «у визнання доблесний й успішний порядок дій перед ворогом» був нагороджений австрійським орденом Залізної Корони 3-го класу з Військовою відзнакою (нім. mit Kriegs Dekoration).
російське командування було змушено зупинити всі наступальні дії на напрямку Стрий — Мункач після успіху німецько-австрійського «Горлицького прориву», що почався  19   квітня  ( 2   травня )  1915 року  і незабаром, під тиском обстановки на правому фланзі фронту, почати відведення військ з Карпат. Увечері  28   квітня  ( 11   травня )  1915 року  штаб 78-ї дивізії одержав повідомлення зі штабу корпусу про початок відходу 11-ї армії з Карпат. Відхід усього корпусу був початий наступного дня. Дивізія генерала Альфтана виступила до 12 години ночі  29   квітня  ( 12   травня )  1915 року . У ніч на  30   квітня  ( 13   травня )  1915 року  року 312-й Васильківський піхотний полк відійшов з Маківки, а вранці розвідники російського ар'єргард у встановили, що «висоту 958» негайно зайняли австрійці. Гора, що дісталася російським військам з величезними втратами, була залишена без єдиного пострілу через 9 днів.

## Бій в історіографії
Українські січовики, які боролися в складі австро-угорських військ, залишили про ці бої численні спогади. Вони боролися проти Російської імперії заради здобуття Україною незалежності. Бій за Маківку став темою численних науково-історичних досліджень і патріотичних літературно-художніх творів.
Історіографія порівнює бій за Маківку з Фермопільською битвою, стверджує, що бої за Маківку навесні 1915 мали велике стратегічне значення для всього театру війни на Карпатсько-Галицькому напрямку, що перемога легіону УСС над переважаючими російськими силами на горі Маківці не дозволила російським військам охопити правий фланг німецької Південної армії, подолати Карпатські хребти на напрямку Стрий — Мукачево і вийти в долини для наступу на Будапешт і Відень.
У докладній монографії австрійського військового історика Ернста Рутковского (нім. Ernst Rutkowski) «Цісарсько-королівський Український Легіон. 1914—1918» (нім. Die k.k. Ukrainische Legion 1914-1918), виданій у Відні 2009 року переважно за документами віденського Кріґсархіву, що викладає історію Легіону УСС у роки Першої світової війни, боям за Маківку приділено дві сторінки.
До початку XXI століття російська історіографія Першої світової війни не приділяла боям на горі Маківці значної уваги. Спогадів учасників боїв з російської сторони не збереглося. 2010 була видана перша пропагандистська праця на цю тему — «Узяття гори Маківка: невідома перемога російських військ навесні 1915 року» військового історика В. Б. Каширіна.

## Вшанування

### Меморіал
У 1920-х роках члени УВО, а згодом ОУН започаткували встановлення хрестів полеглим за волю України поблизу центральної вершини Маківки. У 1930-х українська молодь розпочала масові паломництва на «горбочок» на Маківці.
|  | На тім майже 1000 метровім шпилі між Тухлею і Головецьком висипали могили 34 юнакам–героям. Ці могили це наш перший військовий цвинтар. На Маківці повинен станути величавий пам’ятник, гідний жертви героїв, що там спочивають, а сама Маківка повинна стати прощею для земляків–патріотів. Поки що Філія Т–ва Охорони Воєнних Могил у Сколім, на спілку з матірнім Т–во–м, помістять у церкві в Грабівці Скільськім (сільці біля підніжжя Маківки) пам’ятну металеву таблицю з іменами похованих на Маківці УСС |

У 1998—1999 цвинтар Січових Стрільців було відбудовано: встановили 50 хрестів на могилах січовиків та один пам'ятник на честь тих січовиків, яких ідентифікувати не вдалося.

### Відзначення на державному рівні
6 січня 2010 Президент України Віктор Ющенко підписав Указ № 5 «Про заходи щодо святкування, всебічне вивчення й об'єктивного висвітлення діяльності Українських січових стрільців». У ньому відзначалася важлива роль Легіону УСС у відродженні національних військових традицій, активна участь цих формувань в українській революції. Указ пропонував організувати, зокрема в частинах збройних сил України у квітні 2010-го — до 95-ї річниці перемоги січових стрільців на Маківці — кілька наукових і просвітницьких заходів: патріотичну молодіжну акцію на самій Маківці, цикл теле- і радіопередач про подію, випуск поштової марки й конверта на згадку перемоги на Маківці, зйомку документального фільму про Український легіон січових стрільців. Уряду й місцевим органам влади України пропонувалося розглянути питання про перейменування військових частин і навчальних закладів, вулиць і площ на честь УСС.
Згідно з Постановою Верховної Ради України № 184-VIII від 11 лютого 2015 року, 100 років з дня битви відзначали на державному рівні. 21 квітня Президент України Петро Порошенко видав Указ «Про заходи з відзначення діяльності Українських Січових стрільців та 100-річчя їх перемоги на горі Маківка».

### У культурі
Слава Українських Січових Стрільців увічнена у народній пісні «Там на горі, на Маківці».
Там на горі, на Маківці,

Там ся били січовії стрільці.

Приспів:

Хлопці, підемо, боротися за славу,

За Україну, за вільнії права й державу.

Хлопці, підемо, боротися будемо

За Україну, за вільнії права.

Наші хлопці добре б'ються,

Йдуть до бою, ще й сміються.

Наша сотня вже готова,

Від'їжджає до Кийова.

Є в Києві Злота Брама,

На тій брамі — синьо-жовта фана.

Є у Львові усусуси —

Україна бути мусить.

А ми хлопці, як ті перла,

Заспіваєм: «Ще не вмерла…»

## Виноски
1. ↑  Дати в статті дані по старому стилю, що діяв у Російській імперії до лютого 1918